# Нижній Айрюм
Нижній Айрюм (рос. Нижний Айрюм)  — село Гіагінського району Адигеї Росії. Входить до складу Айрюмовського сільського поселення.

## Сучасність
Усього 3 вулиці. Населення —  278 осіб (2015 рік). У селі функціонують фельдшерсько-акушерський пункт та Будинок культури. Найближчі загальноосвітні та дошкільні установи розташовані в центрі сільського поселення-селищі Новий.

## Географія
Площа території села становить-0,70 км², на які припадають 0,53% від загальної площі сільського поселення.
Населений пункт розташований на Закубанській похилій рівнині, у перехідній від рівнинної в передгірську зону республіки. Середні висоти на території села становлять близько 125 метрів над рівнем моря. Рельєф місцевості є горбистою рівниною, що має загальний ухил з південного заходу на північний схід, з горбисто-курганними і горбистими височинами. Долини річок порізані балками і пониженнями.